# Biharia (okręg Bihor)
Biharia (węg. Bihar) – wieś w Rumunii, w okręgu Bihor, w gminie Biharia. W 2011 roku liczyła 3493
mieszkańców.